# Kundenprozess
Ein Kundenprozess ist ein Geschäftsprozess, der einem Kunden zugeordnet werden kann. Dabei sind die Arbeitsabläufe, die der Kunde nicht sieht, von den Arbeitsabläufen zu unterscheiden, welche der Kunde als Arbeitsprozess des Anbieters wahrnimmt (Sichtbarkeitslinie).
Kundenprozesse sind alle Prozesse eines Unternehmens, die vom Unternehmen zum Kunden und vom Kunden zum Unternehmen hin ausgerichtet sind.
Vom Unternehmen zum Kunden:
- Marketingkommunikationen, wie z. B. Werbespots, Mailings, Flyer etc.
- Schriftliche Kommunikation mit dem Kunden, beginnend bei Auftragsbestätigungen, über Monatsabrechnungen, bis hin zu Kündigungsbestätigungen
- Persönliche oder telefonische Kontakte, wie z. B. die Ansprache bei Betreten eines Ladenlokals ("Guten Tag, Herr Meyer"), oder Out-Bound-Telefonate

Vom Kunden zum Unternehmen:
- Informationsanforderungen, z. B. durch eine Antwortpostkarte
- Bestellungen
- Beschwerden
- Besuch einer Homepage des Unternehmens

Da der Kunde die für ihn unsichtbaren Prozesse insbesondere im Dienstleistungsbereich nicht als wertschöpfend empfindet, sind die entsprechenden Zeiten zu optimieren.
Die Analyse der Kundenprozesse gibt außerdem wesentliche Hinweise auf innerbetriebliche Schnittstellen und beteiligte Mitarbeiter. Entsprechend dem Ziel "ein Ansprechpartner für den Kunden" sollten die Kundenprozesse strukturiert sein. Dies erfordert unter Umständen eine Übertragung von Verantwortung auf einzelne Mitarbeiter.

## Beispiele
Bei einer Kreditanfrage können beispielsweise folgende Teilprozesse unterschieden werden:
- Betreten der Filiale (sichtbar)
- Kontaktaufnahme am Schalter (sichtbar)
- Beratungsgespräch (sichtbar)
- Prüfung der Kreditwürdigkeit (nicht sichtbar)
- Rückfragen beim Abteilungsleiter oder anderen Mitarbeitern (nicht sichtbar)
- Zu- oder Absage (sichtbar)